# Taser

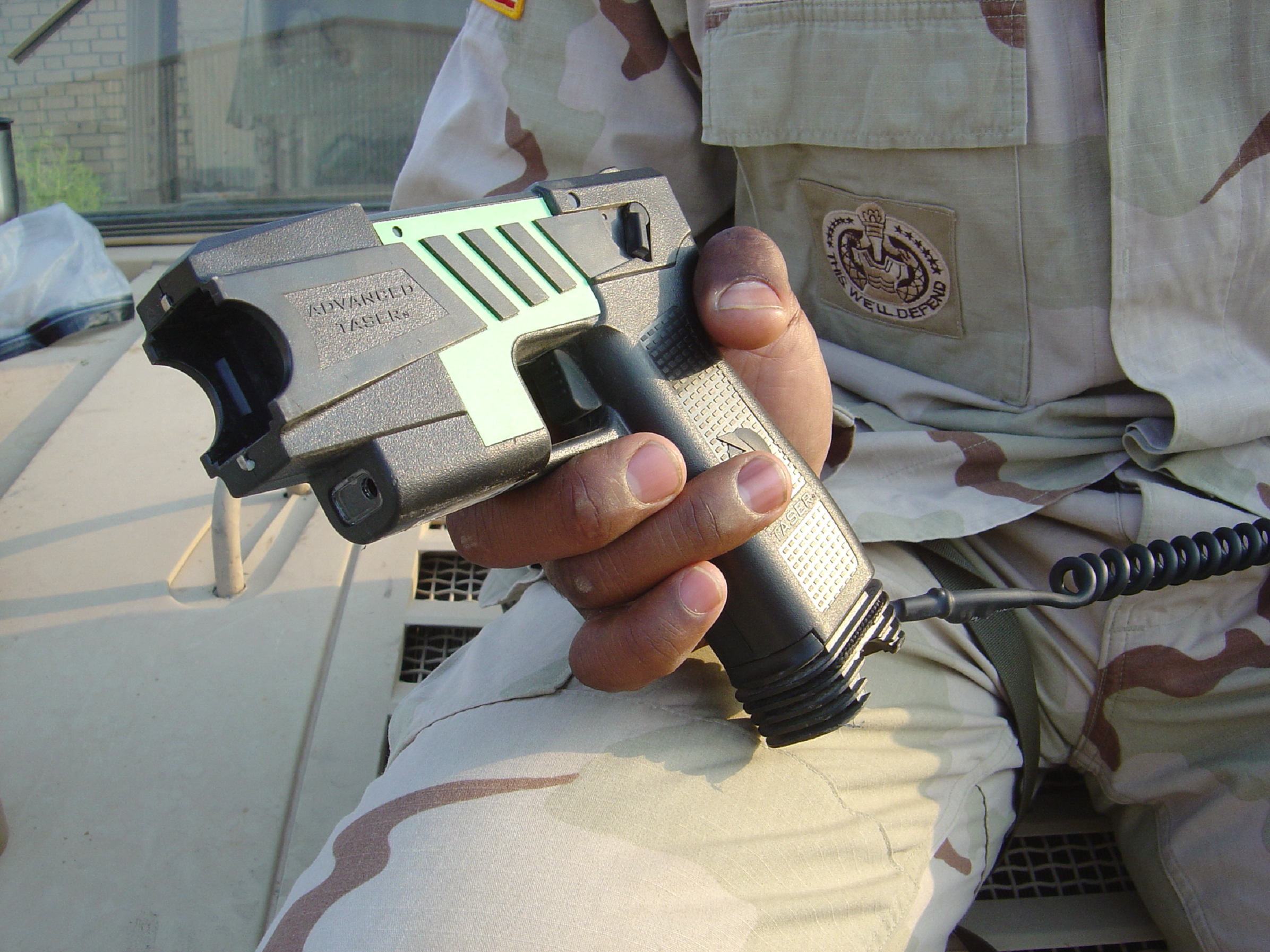
Una taser M26 in versione militare

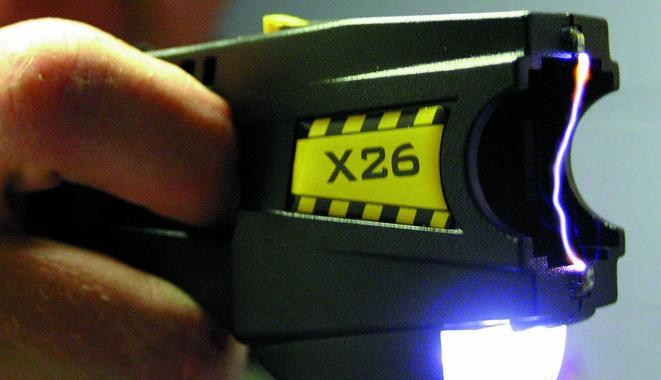
Un taser-x26 con visibile arco elettrico che si sprigiona fra i due elettrodi.

Il taser (acronimo dell'inglese Thomas A. Swift's Electric Rifle, lett. "fucile elettrico di Thomas A. Swift"), chiamato anche pistola elettrica o storditore elettrico è un'arma che fa uso dell'elettricità per impedire il movimento del soggetto colpito facendone contrarre i muscoli.
Il nome deriva dal romanzo del 1911 Tom Swift and His Electric Rifle di Victor Appleton ed è un marchio depositato dalla società che produce questi apparecchi, la Axon, in origine chiamata TASER International Inc..

## Storia
Il dispositivo è stato ideato nel 1969 da Jack Cover ex scienziato della NASA e commercializzato dal 1974. Era un dispositivo simile a una torcia che utilizzava polvere da sparo per lanciare proiettili con fili verso il bersaglio, creando un circuito elettrico per stordire l'individuo. A causa dell'uso di polvere da sparo, il dispositivo fu classificato come arma da fuoco di Classe II dall'ATF. 
Invece i modelli che permettono l'immobilizzazione totale di una persona sono stati progettati solo a partire dal 1998.
L'arma è stata inserita dall'ONU nella lista degli strumenti di tortura e nel 2018 secondo Amnesty International sarebbe stata responsabile di centinaia di morti nei soli Stati Uniti d'America.

## Funzionamento
Quando viene azionato, il taser spara due elettrodi posti su dei piccoli dardi con traiettorie non parallele, in modo da aumentare la distanza, dato che l'efficacia è maggiore quanto più i dardi sono distanti tra loro. Questi dardi sono collegati tramite dei fili elettrici al resto del dispositivo, il quale, una volta che i dardi hanno colpito il bersaglio, produce attraverso di essi una scarica ad alta tensione e bassa intensità di corrente, rilasciata in brevissimi impulsi, che immobilizza il soggetto. Entrambi i dardi devono colpire il bersaglio ma non è necessario che attraversino i vestiti. È possibile toccare un soggetto colpito da taser senza venire paralizzati a propria volta, in quanto l'elettricità segue sempre il percorso più breve possibile tra i due elettrodi.

## Nel mondo

### Italia
Per la legge italiana il taser è considerato arma propria, quindi per importarlo ed impiegarlo serve un'apposita licenza. Le pistole elettriche possono essere vendute dagli armieri a persone con porto d'armi ma non possono essere portate per nessun motivo. Una circolare del Ministero dell'interno del 1997 ha chiarito l'utilizzo e l'acquisto di tali strumenti, che necessitano di particolari autorizzazioni.
Il 4 ottobre 2018 il Ministero dell'Interno, guidato da Matteo Salvini (governo Conte I), ha varato un decreto legge, poi convertito in legge il 1º dicembre 2018, che ha introdotto l'utilizzo del dispositivo in via sperimentale da parte dell'Arma dei Carabinieri, della Guardia di Finanza e della Polizia di Stato in 12 città: Milano, Napoli, Genova, Torino, Bologna, Firenze, Palermo, Catania, Padova, Caserta, Reggio Emilia e Brindisi. Al termine del periodo di sperimentazione, iniziato operativamente nel settembre 2018, si è proceduto con la formazione, arrivando a consegnare i dispositivi a tutte le pattuglie di Polizia, Carabinieri e Guardia di Finanza operative sul territorio nazionale ed anche alla polizia locale di alcune città.
A gennaio 2020 il governo Conte II approva l'uso del taser come "arma di ordinanza" per le Forze dell'Ordine.
A luglio 2020 il Ministero dell'Interno, guidato da Luciana Lamorgese (governo Conte II), sospende con una circolare ministeriale l'impiego dei taser, poiché non avrebbero superato alcune "prove balistiche" previste.
Il 14 marzo 2022 il Ministero dell'Interno, guidato sempre da Luciana Lamorgese (governo Draghi), dispone nuovamente l'utilizzo dei taser in 18 città italiane da parte di tutte le forze dell'ordine.
Il modello di taser dato in dotazione alle forze di pubblica sicurezza italiane è in grado di lanciare due cariche e di emettere archi elettrici visibili anche senza sparare; gli agenti che li portano devono mostrarli prima di utilizzarli e sono tenuti a contattare i soccorsi sanitari dopo l'immobilizzazione di un soggetto tramite taser.

### Portogallo
Nel novembre 2007 l'ONU ha equiparato l'uso di taser ad una forma di tortura e ne ha sconsigliato l'acquisizione alle forze di polizia portoghesi.

### Repubblica di San Marino
Nella Repubblica di San Marino il taser è in dotazione dal 2014 ai tre corpi di polizia: Gendarmeria, Guardia di Rocca e Polizia Civile. Ad oggi risulta che gli operatori di Polizia sammarinese abbiano utilizzato lo strumento per immobilizzare soggetti nella fase di arresto, senza alcuna problematica.

### Stati Uniti d'America
Negli USA il taser è largamente impiegato dalle forze di polizia. A livello federale vengono commercializzati anche modelli espressamente pensati per la difesa personale. Amnesty International ha denunciato che negli USA, dal 2001 all'agosto 2008, sono morte 334 persone dopo essere state colpite da taser. Medici e magistrati sono giunti alla conclusione che nel 50 per cento dei casi i taser abbiano causato direttamente o contribuito a causare la morte. In almeno sei casi mortali, i taser sono stati utilizzati su persone che avevano problemi di salute in fase acuta, tra cui un medico che aveva avuto un incidente con la propria automobile, andata distrutta, nel corso di una crisi epilettica, ed è morto dopo essere stato ripetutamente colpito con il taser da un agente sul ciglio della strada in quanto, stordito e confuso, non riusciva a obbedire ai comandi del poliziotto. Secondo un'indagine più recente condotta dall'Agenzia Reuters, dal 2000 al 2017 negli Usa sarebbero oltre 1 000 i decessi causati, direttamente o indirettamente, dall'impiego del taser da parte della forze di polizia.

## Dibattito e contestazioni
La ditta TASER International (oggi Axon), nel 2010 ha affermato che i taser non hanno mai causato decessi.
Uno studio svolto dalla Wake Forest University School of Medicine per conto del National Institute of Justice, agenzia del Dipartimento di Giustizia degli Stati Uniti d'America, nel 2010 esaminò 1 000 casi di individui colpiti da taser riferendo che in nessun caso questo era stato causa di morte. Secondo lo studio il 99,7% dei colpiti non aveva riportato danni o aveva subito danni leggeri (lividi, sbucciature), mentre solo il rimanente 0,3% dovette ricevere cure ospedaliere per le ferite causate dalla caduta seguita allo shock elettrico.
Già nel novembre 2007, tuttavia, anche in conseguenza della morte di una persona in Canada (la terza nell'arco di un mese) sull'uso di questo tipo di arma si sono appuntate dure critiche da parte di fonti autorevoli e, soprattutto, indipendenti, come l'ONU ed Amnesty International, che ne ha chiesto il ritiro.
Uno studio del 2008 commissionato dalla Canadian Broadcasting Corporation ha determinato che il 10 per cento dei 41 taser esaminati sprigionava più corrente di quella dichiarata dal produttore, mettendo quindi in luce la necessità di altre verifiche e test indipendenti su queste armi.
Nel 2011, una ricerca della University of California di San Francisco ha sollevato seri dubbi sull'affidabilità degli studi pubblicati sugli effetti del taser per la salute, rilevando come circa la metà di essi fosse stata finanziata da TASER International (oggi Axon) o scritta da autori collegabili alla stessa azienda.
Un recente studio della University of Cambridge, condotto sulla City of London, ha rilevato che l'uso della forza da parte della polizia dotata di taser è aumentato del 48%, e che gli agenti visibilmente dotati dello strumento sono maggiormente esposti alle aggressioni rispetto a quelli disarmati.
Dal 2021 visti tutti questi problemi del taser, è stato creato il BolaWrap che è un'arma non letale che non può causare la morte.